# Vaginisme
Psychogeen vaginisme (ICD-10 F52.5) is het onvrijwillig samentrekken van de bekkenbodemspieren rondom de vagina waardoor geslachtsgemeenschap veel pijn veroorzaakt of zelfs onmogelijk is. Deze samentrekking vindt plaats wanneer een penis of een vinger of een in te brengen voorwerp zoals tampon in de buurt van de vagina wordt gebracht. Door deze samentrekking wordt de opening van de vagina heel nauw en is penetratie (bijna) onmogelijk. Het is alsof het onderbewuste door een lichamelijke actie nee zegt tegen penetratie terwijl het bewustzijn van de vrouw daar mogelijk niet negatief tegenover staat.

## Soorten vaginisme
Psychogeen vaginisme wordt onderscheiden van organisch vaginisme (ICD-10 N94.2), waarbij er sprake is van een lichamelijke oorzaak. In het geval van psychogeen vaginisme, is het vaak het onderbewustzijn dat zorgt voor de onvrijwillige blokkade en het aanspannen van de bekkenbodemspieren.
Vaginisme kan daarnaast worden onderscheiden in primair vaginisme en secundair vaginisme. Bij primair vaginisme is het probleem er altijd geweest, bij secundair vaginisme is het later ontstaan. Bij de secundaire vorm was penetratie dus eerder wel mogelijk.
Naast primair en secundair vaginisme kan er ook onderscheid worden tussen een aantal andere soorten vaginisme:
- Er wordt onderscheid gemaakt tussen compleet en partieel vaginisme, waarbij in geval van partieel vaginisme penetratie wel mogelijk is, al dan niet met pijn. Hierbij valt te denken aan bijvoorbeeld een tampon die ingebracht kan worden. Bij compleet vaginisme kan echter niets ingebracht worden ongeacht wat dit is en het formaat hiervan.
- Situatief vaginisme is een vorm van vaginisme die afhankelijk van de situatie optreedt. Hierbij kan bijvoorbeeld met bepaalde partners op sommige momenten wel geslachtsgemeenschap plaatsvinden, terwijl bij gemeenschap met een andere partner of op een ander moment vaginisme optreedt.
- Bij apareunie is louter geslachtsgemeenschap niet mogelijk, maar kan bijvoorbeeld een arts voor een lichamelijk onderzoek de vagina wel binnengaan. Ook komt het bij apareunie voor dat de vrouw geen gemeenschap kan hebben maar geen problemen heeft met masturbatie of het inbrengen van een tampon.

## Klachten
De klachten van vaginisme zijn tot op zekere hoogte vergelijkbaar met die van dyspareunie, en zijn te onderscheiden in fysieke en psychische klachten.
De fysieke klachten als gevolg van vaginisme zijn gesitueerd in het gebied in en rond de vagina en zijn voornamelijk inwendig. De reflex van het lichaam en vooral van de bekkenbodemspiergroep bij vaginisme, zorgt ervoor dat seks of het inbrengen van een vinger of tampon snel afgebroken of gestaakt wordt om verdere pijn te voorkomen. Wanneer er geforceerd wordt, kunnen de klachten zich ontwikkelen tot pijn in de buik en specifiek in de onderbuik. Vaginisme gaat vaak samen met een aantal andere symptomen. Het komt regelmatig voor dat vrouwen met vaginisme ook rugklachten hebben, last hebben van gespannen schouders of problemen hebben met de ontlasting.
Naast de fysieke klachten kan vaginisme leiden tot psychische klachten als gevolg van het niet kunnen hebben van geslachtsgemeenschap; dit kan onzekerheid teweegbrengen met depressieve gevoelens als meest extreme gevolg.

## Oorzaken
Vaginisme wordt soms veroorzaakt door angst: angst voor de penis (mogelijk de grootte van de penis) of angst voor pijn. Andere oorzaken kunnen zijn een slechte relatie met de partner of een eerdere traumatische seksuele ervaring.
In het geval van organisch vaginisme kunnen andere oorzaken aan de klachten ten grondslag liggen. Een ontsteking of verwonding kan de oorzaak zijn. In deze gevallen kan de aanspanning van de bekkenbodemspieren een natuurlijke reflex van het lichaam zijn als reactie op de pijn. Fysieke oorzaken van vaginisme kunnen ook verwondingen zijn na een bevalling en verwondingen die zijn opgelopen door te ruwe seks, maar ook door bestraling van het gebied rond het kleine bekken.

## Behandeling
Afhankelijk van de oorzaak kan de behandeling plaatsvinden bij een bekkenfysiotherapeut, een seksuoloog, psycholoog, gynaecoloog of een combinatie hiervan.
- Bekkenfysiotherapeutische behandeling: Hierbij is de behandeling in eerste instantie gericht op bewustwording van de bekkenbodemspieren en uitleg over de lichamelijke veranderingen tijdens seksuele opwinding (de seksuele responscyclus). Hierbij horen oefeningen ter bewustwording van het aanspannen en ontspannen van de (bekkenbodem)spieren. Er wordt aandacht gegeven aan ademhalings- en ontspanningsoefeningen. Myofeedback kan worden gebruikt ter ondersteuning van de (bekkenbodem)oefeningen. Met manuele technieken laat de bekkenfysiotherapeut de spieren wennen aan aanraking. Ook wordt weleens de zogenaamde pelottetherapie toegepast.
- Seksuologische of psychologische behandeling: Hierbij wordt de oorsprong van de onderbewuste reactie onderzocht. Indien er een trauma aan ten grondslag ligt, zal de behandeling erop gericht zijn dit te verwerken. Soms wordt hierbij EMDR ingezet.
- Gynaecologische behandeling: De behandeling van vaginisme in de gynaecologische praktijk houdt in dat de oorsprong van de onderbewuste reactie wordt gezocht. In een enkel geval wordt medicinale behandeling met Botulinetoxine ingezet.